# Leuchtturm Lange Nelle
Der Leuchtturm Lange Nelle, auch Leuchtturm von Oostende genannt, steht etwa 500 Meter östlich der Hafenzufahrt von Oostende, Westflandern in Belgien.
Der jetzige Leuchtturm von 1947 ist Nachfolger von zwei Vorgängern, die im Ersten bzw. Zweiten Weltkrieg zerstört wurden. Jetzt steht dort ein zweistufiger schlanker, zylindrischer Turm mit Laterne und Doppelgalerie, der sich aus der Mitte eines quadratischen, einstöckigen Servicegebäudes erhebt. Das untere Drittel des Turms ist achteckig aus Beton und mit einer Galerie am Übergang zum  röhrenförmigen Oberteil. Der Turm ist weiß gestrichen mit zwei sinusförmigen, blauen Bändern um den oberen Teil. Die Galerien sind goldfarben bemalt. Die Lange Nelle wirkt im Vergleich zu ihrer beachtlichen Höhe bleistiftdünn.

## Geschichte
Der erste richtige Leuchtturm zur Orientierung der Seeleute wurde erst 1771 errichtet. Von den Einwohnern von Ostende wurde er „der Fahnenmast“ genannt – weil oben eine Flagge an einem Mast wehte. Er stand auf dem Deich, wo heute das Denkmal zu Ehren der Matrosen steht. Um den Fuß herum wurde 1845 ein Holzpavillon errichtet, der sogenannte „Cercle du Phare“, ein Club für die Elite der Stadt. Der Leuchtturm wurde 1860 aufgegeben, ein Opfer der Bauwut, die ihn an der Westflanke verdeckte. 1861 baute die Stadt an der Stelle des heutigen Leuchtturms einen neuen Leuchtturm. Er war 60 m hoch, hatte 273 Stufen und war öffentlich zugänglich. 1915 wurde er vom Deutschen Heer gesprengt. Zwischen 1918 und 1920 konnte der alte Leuchtturm wieder in Betrieb genommen werden. Nach 1920 wurde auf Fort Napoleon eine provisorische Signalleuchte installiert. 1926 wurde ein neuer Leuchtturm in Betrieb genommen, der aber wieder 1944 von der Deutschen Wehrmacht zerstört wurde. Der heutige Leuchtturm, die „Lange Nelle“, wurde 1949 in Dienst gestellt. 1994 wurde der Turm nach einem Entwurf des belgischen Designers Ignacio van Isacker restauriert und eigenwillig bemalt.

## Beschreibung
Es ist ein zylindrischer Betonturm auf polygonalem Sockel. Der Leuchtturm erhebt sich auf einem Dienstgebäude mit quadratischem Grundriss. Er wurde aus vorgefertigten Elementen mit gusseisernen Stützen montiert und von einer Kupferkuppel gekrönt. Bei Nacht und schlechter Sicht sendet er  ein weißes Gruppenblitzlicht mit 3 Blitzen alle 10 Sekunden und einer Reichweite von 27 Seemeilen. Die Optik bestand aus zwei Fresnel-Linsen mit erhaltenem Pude-Antrieb der VEM Antriebstechnik Thurm, inzwischen durch ein neues System modernisiert. 1953 wurde die Karbidlampe durch elektrische Beleuchtung ersetzt. Teile der alten Gasanlage sind erhalten. Die ursprüngliche Lichtinstallation des vorherigen Turms wurde wieder zusammengebaut. Diese Anlage war von Barbier, Benard, et Turenne SA, Paris, Nr. 46.510.